# مرگ قو (آلبوم)
آلبوم مرگ قو با صدا و آهنگسازی مهرپویا در سال ۱۳۵۵ توسط شرکت کاسپین منتشر شد، دارای ۱۳ ترانه است .
مرگ قو نام ترانه ای است در این آلبوم، این ترانه بر روی شعری از مهدی حمیدی شیرازی ، در سال ۱۳۳۶ توسط عباس مهرپویا اجرا شده است. 
| #  | نام ترانه           | ترانه سرا         | آهنگساز                   | تنظیم کننده             |
| -- | ------------------- | ----------------- | ------------------------- | ----------------------- |
| ۱  | مرگ قو              | مهدی حمیدی شیرازی | عباس مهرپویا - اروین موره | اروین موره              |
| ۲  | شب                  | تورج نگهبان       | عباس مهرپویا              | عباس مهرپویا            |
| ۳  | کولی گل فروش        | پرویز وکیلی       | عباس مهرپویا              | عباس مهرپویا            |
| ۴  | جام چشم             | بیژن ترقی         | عباس مهرپویا              | آندره پلاته             |
| ۵  | آرزوی باران         | تورج نگهبان       | عباس مهرپویا              | اروین موره              |
| ۶  | برای همیشه          | تورج نگهبان       | عباس مهرپویا              | عباس مهرپویا            |
| ۷  | غروب پاییز          | تورج نگهبان       | اروین موره                | اروین موره              |
| ۸  | گیتار من            | عادل خلعتبری      | عباس مهرپویا              | عباس مهرپویا            |
| ۹  | رودخانه بدون بازگشت | کریم فکور         | اروین موره                | اروین موره              |
| ۱۰ | او هم رفت           | تورج نگهبان       | عباس مهرپویا              | عباس مهرپویا            |
| ۱۱ | صدای پا             | تورج نگهبان       | عباس مهرپویا              | عباس مهرپویا            |
| ۱۲ | مستم و مستم         | معینی کرمانشاهی   | محلی                      | عباس مهرپویا اروین موره |
| ۱۳ | افسانه عشق          | تورج نگهبان       | کامبیز مژدهی              |                         |